# Cunaxa setirostris
Cunaxa setirostris är en spindeldjursart som först beskrevs av Hermann 1804.  Cunaxa setirostris ingår i släktet Cunaxa och familjen Cunaxidae. Inga underarter finns listade i Catalogue of Life.